# Enochrus melanocephalus
Enochrus melanocephalus is een keversoort uit de familie van de waterkevers (Hydrophilidae). De wetenschappelijke naam van de soort is voor het eerst geldig gepubliceerd in 1792 door Olivier.

## Kenmerken
Volwassen exemplaren meten 5,5 tot 6,5 mm. Het is een bleek strokleurige waterkever. 

## Ecologie
Het leefgebied bestaat uit rijk begroeide poelen en vijvers, soms in schaduwrijke gebieden. Hij komt het hele jaar door.